# So Far So Good
| Críticas profissionais        | Críticas profissionais |
| Avaliações da crítica         | Avaliações da crítica  |
| Fonte                         | Avaliação              |
| ----------------------------- | ---------------------- |
| Allmusic                      | [ 1 ]                  |
| Entertainment Weekly          | B                      |
| The Rolling Stone Album Guide | [ 3 ]                  |
| Sputnikmusic                  | (excellent)            |

So Far So Good é um álbum de compilação do cantor e compositor canadense Bryan Adams, lançado em novembro de 1993 pelo selo A&M Records.
O álbum alcançou o número seis na Billboard 200 em 1994 e foi um sucesso número um no Reino Unido e em muitos outros países.
O álbum contém músicas desde o álbum Cuts Like a Knife (1983) até Waking Up the Neighbours (1991), e um novo single, "Please Forgive Me". Originalmente, a música "So Far So Good" seria incluída no álbum para que o álbum começasse e terminasse com uma nova música, mas ela foi descartada. A música foi incluída no disco dois da coletânea Anthology, de 2005.
A única música do álbum que nunca foi lançada como single é "Kids Wanna Rock" do álbum Reckless (1984), que substituiu "One Night Love Affair", tirada do mesmo álbum. Embora "One Night Love Affair" tenha sido lançada como single deste álbum em 1985, no Canadá e no Japão, "Kids Wanna Rock" provou ser mais popular durante as turnês mundiais de Adams. Na verdade, várias gravações ao vivo de "Kids Wanna Rock" foram lançadas como B-sides entre 1984 e 1992. Outros singles notáveis que foram deixados de lado incluem "Hearts on Fire" e "Victim of Love" de 1987, o moderadamente bem-sucedido "Thought I'd Died and Gone to Heaven" de 1991, e "Touch the Hand", dos EUA, em 1992. As primeiras versões do álbum tinham um adesivo preto circular na caixa, cobrindo a roda, com o texto "The Best of Bryan Adams" em letras vermelhas. Além disso, a capa do álbum estava disponível em diferentes esquemas de cores, variando de verde escuro, a marrom claro e laranja brilhante.
So Far So Good foi reeditado várias vezes, com algumas versões incluindo os singles "All for Love" de 1994 ou "Have You Ever Really Loved a Woman?" de 1995.
Apesar de lançar dois outros álbuns de compilação na última década, So Far So Good é o seu disco do Addams mais vendido em muitos países e continua a vender bem. As vendas excedem 13 milhões de cópias em todo o mundo.

## Faixas
| N.º | Título                              | Compositor(es)                  | Álbum original                  | Duração |  |
| 1.  | "Summer of '69"                     | Bryan Adams, Jim Vallance       | Reckless (1984)                 | 3:35    |  |
| 2.  | "Straight from the Heart"           | Adams, Eric Kagna               | Cuts Like a Knife (1983)        | 3:30    |  |
| 3.  | "It's Only Love"                    | Adams, Vallance                 | Reckless                        | 3:15    |  |
| 4.  | "Can't Stop This Thing We Started"  | Adams, Robert John "Mutt" Lange | Waking Up the Neighbours (1991) | 4:29    |  |
| 5.  | "Do I Have to Say the Words?"       | Adams, Lange, Vallance          | Waking Up the Neighbours        | 6:11    |  |
| 6.  | "This Time"                         | Adams, Vallance                 | Cuts Like a Knife               | 3:18    |  |
| 7.  | "Run to You"                        | Adams, Vallance                 | Reckless                        | 3:54    |  |
| 8.  | "Heaven"                            | Adams, Vallance                 | Reckless                        | 4:03    |  |
| 9.  | "Cuts Like a Knife"                 | Adams, Vallance                 | Cuts Like a Knife               | 5:12    |  |
| 10. | "(Everything I Do) I Do It for You" | Adams, Lange, Michael Kamen     | Waking Up the Neighbours        | 6:34    |  |
| 11. | "Somebody"                          | Adams, Vallance                 | Reckless                        | 4:44    |  |
| 12. | "Kids Wanna Rock"                   | Adams, Vallance                 | Reckless                        | 2:36    |  |
| 13. | "Heat of the Night"                 | Adams, Vallance                 | Into the Fire (1987)            | 5:06    |  |
| 14. | "Please Forgive Me"                 | Adams, Lange                    | Faixa Inédita                   | 5:55    |  |